# Картаев, Анатолий Зиновьевич
Анато́лий Зино́вьевич Картаев (род. 12 апреля 1947, Челябинск) — советский и российский хоккеист, тренер. Мастер спорта. Заслуженный тренер Республики Казахстан, почетный деятель спорта республики Казахстан.

## Биография
Воспитанник Челябинского спортклуба «Восход» (тренер С. Х. Сайфутдинов). В «Тракторе» играл в 1966—1978 годах на позиции нападающего.
Бронзовый призёр чемпионата СССР 1977 года, финалист Кубка СССР 1973 года. В команде отыграл 16 сезонов, забил 214 шайб.
Привлекался во вторую сборную команду СССР, за которую сыграл более 20 матчей, забил 15 шайб.
Тренировал команды «Металлург» (Челябинск) (1984—1987), «Автомобилист» (Караганда) (1989—1991), «Трактор» (Челябинск), работал в Китае и Югославии. Был главным тренером клуба «Казахмыс» (Сатпаев, Казахстан) (октябрь 2003 — 1 декабря 2007). В 2007 работал главным тренером сборной Казахстана.
Вместе с «Казахмысом» стал чемпионом Казахстана в сезоне 2005/06.
С 1996 по 2002 год возглавлял Федерацию хоккея Челябинской области. В настоящее время работает тренером в Копейске.
Награждён медалью «За доблестный труд. В ознаменование 100-летия со дня рождения В. И. Ленина».
В 1969 году окончил физкультурный факультет Челябинского педагогического института, в 1982 году — Высшую школу тренеров по хоккею.
Женат. Два сына: Дмитрий (внук — хоккеист Владислав) и Павел (ведущий радио «Маяк»).